# Somewhere I Belong
Somewhere I Belong è un singolo del gruppo musicale statunitense Linkin Park, pubblicato il 24 febbraio 2003 come primo estratto dal secondo album in studio Meteora.

## Descrizione
Terza traccia dell'album, l'introduzione del brano è un campionamento di un riff suonato dal cantante Chester Bennington con una chitarra acustica e in seguito modificato dal rapper Mike Shinoda e riprodotto al contrario.
Una versione demo del brano, intitolata Pretty Birdy e registrata nel 2002, è stata inclusa nella lista tracce dell'EP Underground XIII, uscito nel 2013.

## Promozione
Somewhere I Belong è stato presentato verso la fine di febbraio 2003 e diffuso inizialmente nelle radio statunitensi. Nella metà di marzo dello stesso è stato commercializzato anche sotto forma di CD singolo e 7", presentando come b-side due brani dal vivo eseguiti durante il Projekt Revolution 2002.

## Video musicale
Il video, diretto dal DJ del gruppo Joe Hahn e premiato come miglior video rock agli MTV Video Music Awards del 2003, mostra Chester Bennington che si distende su un letto al centro di una stanza in stile giapponese, con robot giocattolo e quadri di mostri. Sogna di precipitare con la sua coperta in mezzo agli altri componenti del gruppo, e poi si rialza eseguendo con loro il brano. Durante le parti rappate, Shinoda viene inquadrato davanti ad una cascata ed attorniato da ragazze incappucciate, probabilmente druidi. Questo è il secondo video in cui Shinoda suona la chitarra insieme a Brad Delson, sebbene durante le sessioni di registrazione di Meteora non abbia utilizzato lo strumento.
Nel 2023, in occasione del ventennale di Meteora, il video è stato rimasterizzato in 4K.

## Tracce
CD promozionale (Europa, Messico, Stati Uniti)
1. Somewhere I Belong – 3:37 (Linkin Park)

CD (Europa), 7" (Regno Unito), download digitale (Canada)
1. Somewhere I Belong – 3:39 (Linkin Park)
2. Step Up (Live) – 4:14 (Mike Shinoda, Brad Delson, Joe Hahn)

CD maxi (Australia, Corea del Sud, Europa, Regno Unito)
1. Somewhere I Belong – 3:35 (Linkin Park)
2. Step Up (Live) – 4:16 (Mike Shinoda, Brad Delson, Joe Hahn)
3. My December (Live) – 4:27 (Mike Shinoda)

## Formazione
Hanno partecipato alle registrazioni, secondo le note di copertina di Meteora:
Gruppo
- Chester Bennington – voce
- Rob Bourdon – batteria, cori
- Brad Delson – chitarra, cori
- Phoenix – basso, cori
- Joseph Hahn – giradischi, campionatore, cori
- Mike Shinoda – rapping, voce, campionatore

Produzione
- Don Gilmore – produzione
- Linkin Park – produzione
- John Ewing Jr. – ingegneria del suono
- Fox Phelps – assistenza tecnica
- Andy Wallace – missaggio
- Brian "Big Bass" Gardner – mastering, montaggio digitale

## Classifiche
| Classifica (2003-17)             | Posizione massima |
| -------------------------------- | ----------------- |
| Australia                        | 13                |
| Austria                          | 16                |
| Belgio (Fiandre)                 | 33                |
| Belgio (Vallonia)                | 23                |
| Finlandia                        | 14                |
| Francia                          | 32                |
| Germania                         | 12                |
| Italia                           | 13                |
| Norvegia                         | 12                |
| Nuova Zelanda                    | 1                 |
| Paesi Bassi                      | 14                |
| Regno Unito                      | 10                |
| Regno Unito (rock & metal)       | 1                 |
| Stati Uniti                      | 32                |
| Stati Uniti (alternative)        | 1                 |
| Stati Uniti (mainstream rock)    | 1                 |
| Stati Uniti (rock & alternative) | 9                 |
| Svezia                           | 19                |
| Svizzera                         | 15                |

## Date di pubblicazione
| Paese                 | Data di pubblicazione | Formato | Note   |
| --------------------- | --------------------- | ------- | ------ |
| Stati Uniti d'America | 24 febbraio 2003      | Airplay | [ 9 ]  |
| Australia             | 17 marzo 2003         | CD      | [ 19 ] |
| Regno Unito           | 18 marzo 2003         | CD      | [ 20 ] |